# Десятинний монастир Різдва Пресвятої Богородиці
Десятинний монастир Різдва Пресвятої Богородиці або Храм-МАФ — колишня незаконно встановлена мала архітектурна форма (МАФ), розташована на місці будівництва першого кафедрального Собору Київської Русі на честь Пресвятої Богородиці (Десятинної церкви). Це місце вважається місцем смерті руських первомучеників Феодора Варяга і його сина Іоанна. На думку УПЦ МП, МАФ був церквою при їхньому чоловічому монастирі.
Зрештою МАФ було знесено 17 травня 2024 року.

## Незаконне будівництво
Передісторія спорудження «храму-кіоску» в буферній зоні пам'яток ЮНЕСКО, де заборонене нове будівництво, почалася в 2006 році. Тоді на цьому місці було проведено богослужіння. Цій події передувало благословення митрополита Володимира архімандритові з російським громадянством Гедеону відслужити Пасхальне богослужіння на цьому місці. Для цього був встановлений храм-намет (скінія). В Державному реєстрі речових прав на нерухоме майно храм був зареєстррований як «нежитлова будівля, каплиця».
У 2006 році монастир набув своєї головної святині ікону Пресвятої Богородиці «Володимирська-Десятинна». 
У 2006 році Митрополит Мінський і Слуцкий, Патріарший Екзарх усієї Білорусі Філарет передав в дар МАФу список чудотворної ікони Божої матері «Княжеградська» («Мінська»). 
У травні 2007 року митрополит УПЦ МП Володимир освятив нелегальну будівлю на честь рівноапостольного великого князя Володимира і княгині Ольги.
14 квітня 2009 року синод УПЦ МП вирішив відкрити в Києві Десятинний монастир Різдва Пресвятої Богородиці, а того ж року, 9 липня, намісником монастиря призначений архімандрит Гедеон (Харон).
У 2010 році здійснений перший в історії «монастиря» чернечий постриг.
У грудні 2012 року МАФ було підпалено невідомими. 30 квітня 2013 року митрополит УПЦ МП Володимир (Сабодан) оновив відреставрований після пожежі «храм».
У грудні 2015 року в приміщенні відбулася канонізація блаженного Христа ради юродивого Іоанна Босого.
2017 року тут здійснено літургію з прославлянням Володимирсько-десятинної ікони Божої Матері, її очолив керівник УПЦ МП Онуфрій (Березовський).
25 травня 2018 року синод УПЦ МП обрав намістника «монастиря» Гедеона (Харон) єпископом Макаровским, вікарієм Київської Митрополії УПЦ МП.
18 червня 2018 року керівник Московського патріархату Онуфрій у звершив тут архиєрейську хіротонію архімандрита Гедеона в єпископа Макарівського, вікарія Київської митрополії.

## Знесення
У лютому 2023 року Господарський суд Києва зобов'язав організацію УПЦ МП звільнити ділянку Національного музею історії та демонтувати незаконно встановлений МАФ, організація проігнорувала це рішення. Музей історії України не мав у розпорядженні достатніх коштів на демонтаж незаконної будівлі, тому було оголошено збір на 772 тис. грн для знесення. Кошти було зібрано за 16 годин.
Вночі 16 травня 2024 року будівлю було знесено під охороною Національної поліції, яка не допустила провокацій.
Національний музей історії України оголосив про плани почати археологічні дослідження на місці демонтованої будівлі.

## Архітектура Володимиро-Ольгинського «храму»
У 2012 році в малому дерев'яному «храмі» Десятинного монастиря Різдво пресвятої Богородиці на честь рівноапостольного князя Володимира і княгині Ольги був проведений ремонт зовнішніх фасадів і покрівлі. Проект реконструкції був розроблений в візантійському стилі X століття. Перед поглядом жителів і гостей міста Києва засяяв храм, що вдавав храм у візантійському стилі.
МАФ складається з центральної частини, вівтарної, ризниці і братської трапезної (фактично з трьох поєднаних кіосків). Портал центрального входу в «храм» був прикрашений мармуровими різьбленими колонами і деталями з каменю на яких зображені стародавні християнські символи. З боків від входу були встановлені бронзові зображення великих рівноапостольних князя Володимира і княгині Ольги. Князь Володимир в лівій руці тримав хрест, а в правій Десятинний собор Пресвятої Богородиці. Над князем Володимиром були зображені лики Святителя Миколая, Архістратига Гавриїла, і священномученика Климента, Папи Римського. Княгиня Ольга в правій руці тримає хрест над нею так само зображення угодників Божих: святої великомучениці Варвари, Архістратига Михаїла та пророка Божого Гедеона.

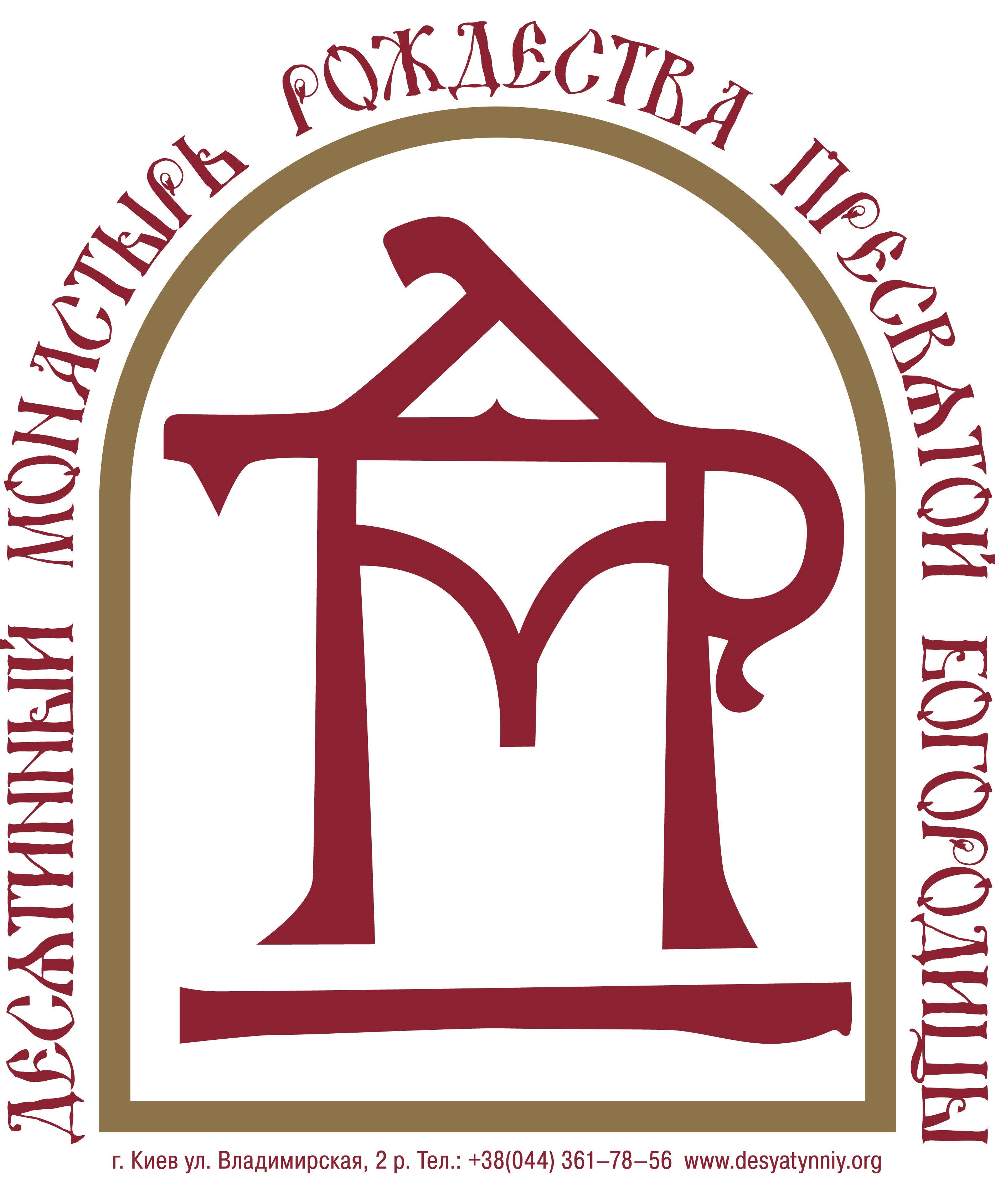
Логотип монастиря. Абревіатура, яка розшифровуються як Десятинний монастир або Матір Божа

Над порталом центрального входу в «храм» знаходилося зображення нерукотворного образу (Убруса) Спасителя. З боків Спаса зображення ангелів, які якби підтримують ікону схиливши голову перед царем Слави. Зображення виконані з метала, позолочені сусальним золотом. Закінчував ансамбль центрального входу надкупольний образ Пресвятої Богородиці (Оранта) з херувимами, з боків яких встановлені тризуби — стародавні зображення, знайдені під час археологічних розкопок Десятинного Собору. Зображення так само виконані з метала і покриті золотом.
Південна частина «храму» була обкладена кам'яними виробами з пісковика з візантійськими зображеннями хрестів, різьбленими панелями, на яких в техніці барельєфу зображені лінійно стилізовані орнаменти. На стіні встановлено пам'ятну плиту з текстом «Благословенням Отця, поспешеніем Сина, і сприянням Святого Духа, освячений бисть цей храм на честь Святих великих Рівноапостольних кн. Володимира і кн. Ольги Різдва Пресвятої Богородиці Десятіннаго чоловічого монастиря в літо від Різдва Христового 2007 Місяць іюлія 25 дня Блаженнішим Митрополитом Київський і все України Володимир (Сабодан) при наміснику архімандрит Гедеона (Харон) во славу Пресвятої Богородиці і Пріснодіви Марії, блаженної пам'яті вождів і воїнів і всіх Православних Християн живіт свій за віру і отечество поклали, амінь.»
На вівтарній частині «храму» в ніші знаходилася мідна ікона Пресвятої Богородиці «Державна». Східна частина будівлі прикрашена 4 плитами, на яких також зображені хрести, під вікнами кам'яні вставки. Так само на стіні влаштована абревіатура з букв ДМР (логотип монастиря).
Північна частина була прикрашена різьбленими кам'яними вставками, на яких зображені хрести. Весь «храм» прикрашений пілястрами, нішами, профільованими поясами і мідними карнизами. Віконні отвори увінчані аркою і забезпечені кованими решітками ручної роботи, за задумом архітектора все решітки мають різну форму, під вікнами розташована візерункова цегляна кладка. Цоколь МАФУ був обкладений природними каменями — граніт, лабрадорит, піщаник, так само в деяких місцях вмонтована плинфа і камені від першого Десятинного храму Пресвятої Богородиці.
Купол над будівлею був зроблений у візантійському стилі, зливався з об'ємом будівлі, був покритий міддю. Дерев'яні двері було обрамлено мідною чеканкою. Вночі будівля підсвічувалася.

## Намісники
- Єпископ Гедеон (Харон)

## Особливо шановані свята
- 21 вересня — Різдво Пресвятої Богородиці (престольне свято)
- 28 липня — день свята Хрещення Русі і день пам'яті св. равноап. князя Володимира (престольне свято)
- 24 липня — день пам'яті св. равноап. великої княгині Ольги (престольне свято)
- П'ятниця Світлої Седмиці — день пам'яті «Володимирської-Десятинної» ікони Божої Матері
- 29 грудня — день пам'яті св. блаженного Іоанна Босого, Христа ради юродивого
- 9 жовтня — день пам'яті св. пророка Божого Гедеона

## Святині «монастиря»
- «Володимирська-Десятинна» ікона Божої Матері (копія).
- Список чудотворної ікони Божої матері «Княжеградская» («Мінська»).
- Рака з частками мощей преподобних Йова та Амфілохія Почаївських чудотворців.
- Ікона з часткою мощів святого великомученика Георгія Побідоносця.
- Ікона святителя Іоанна, архієпископа Шанхайського і Сан-Франциського з часткою його мощей, поясом, хреста з клобука, частиною труни.
- Ікона з часткою мощів визнаної святою у Російській православній церкві Матрони Московської.
- Ікона з часткою мощів визнаного святим у Російській православній церкві Федора Ушакова[20]

## Галерея

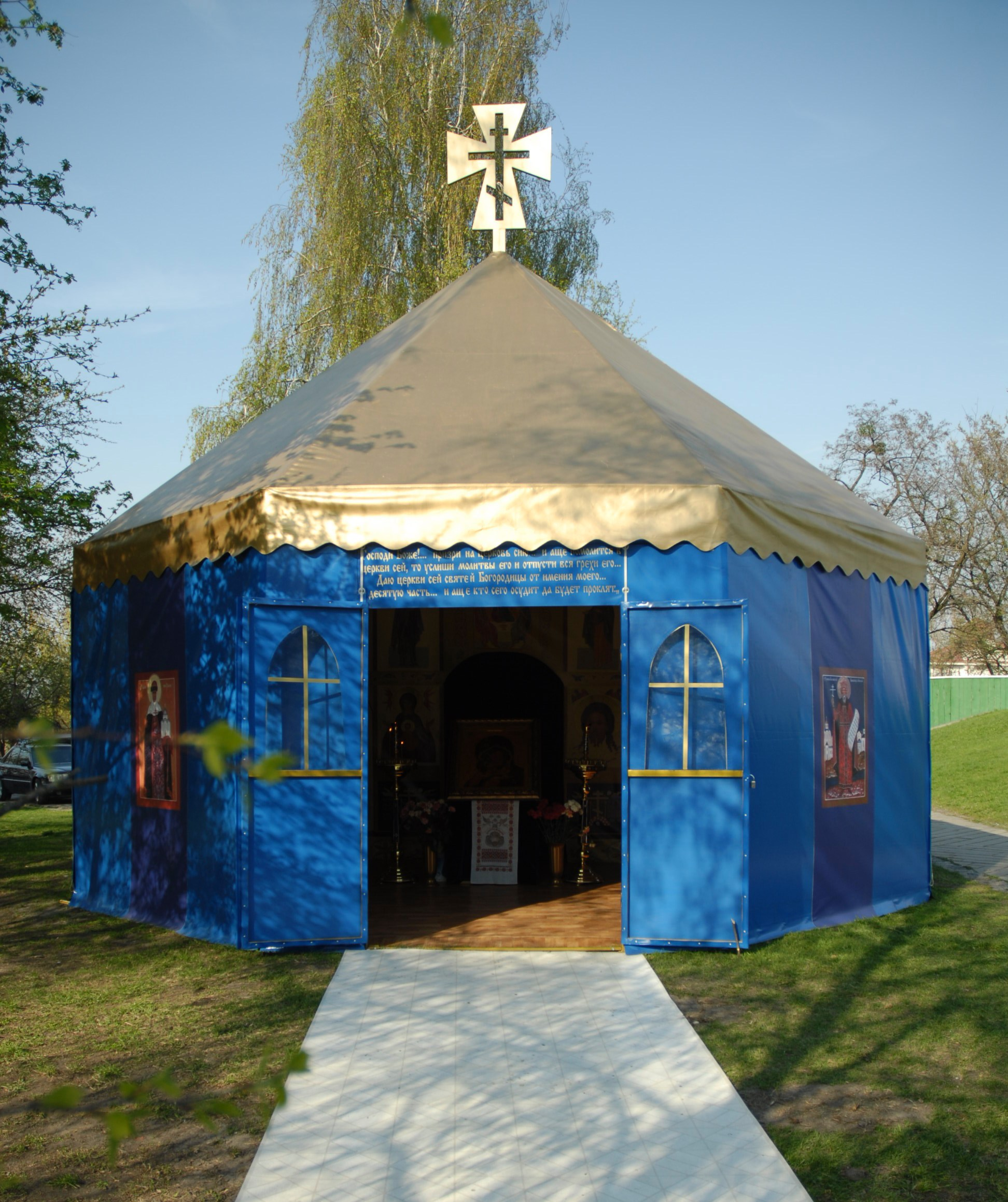
Перший намет у 2006 р.
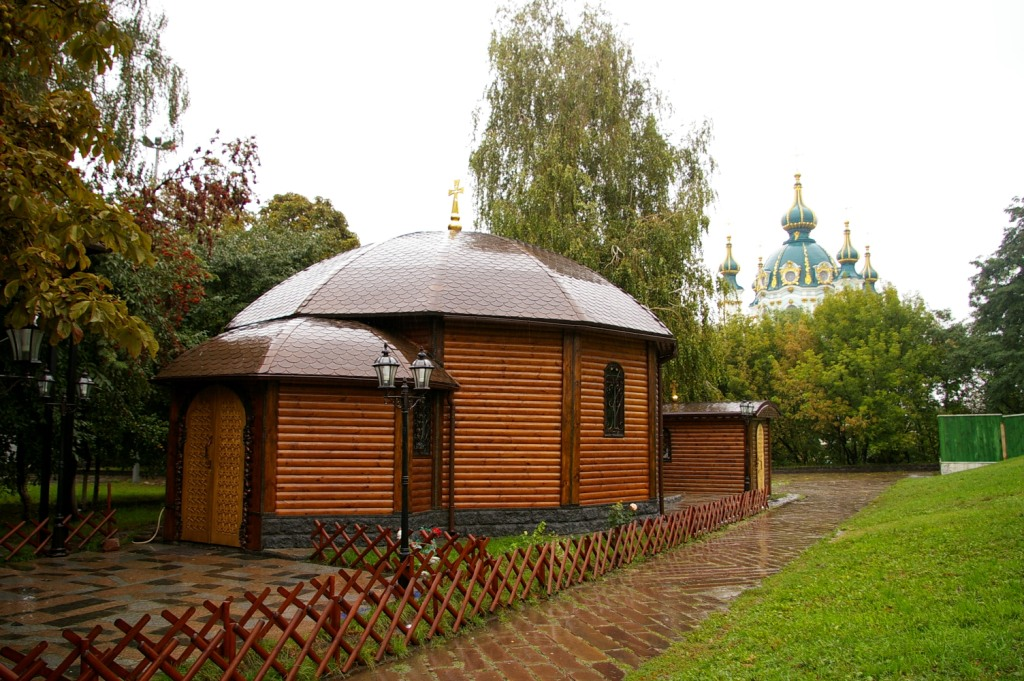
Незаконно встановлена дерев'яна споруда, 2008 р.
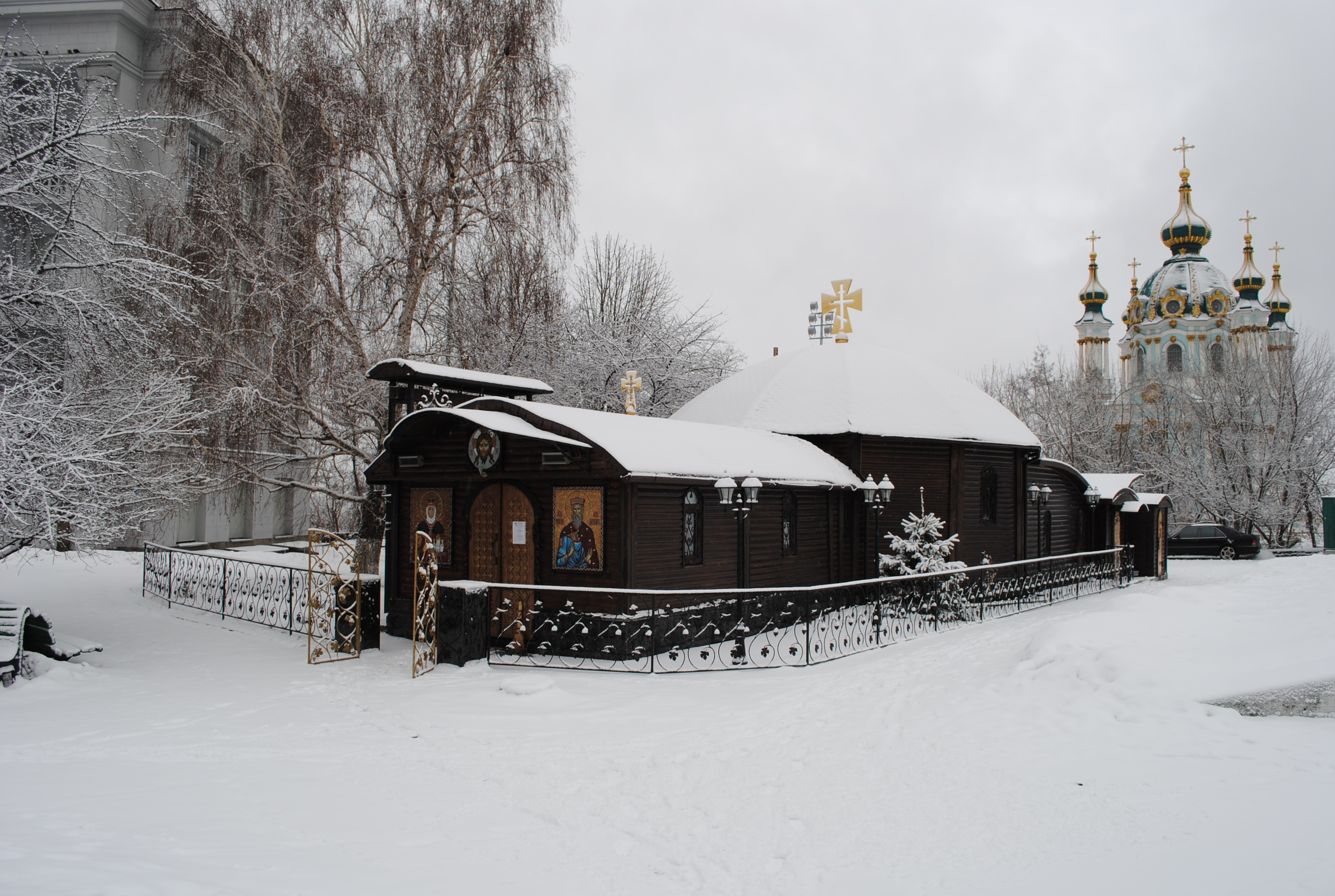
Дальша незаконна розбудова будівлі. Зима 2012 р.
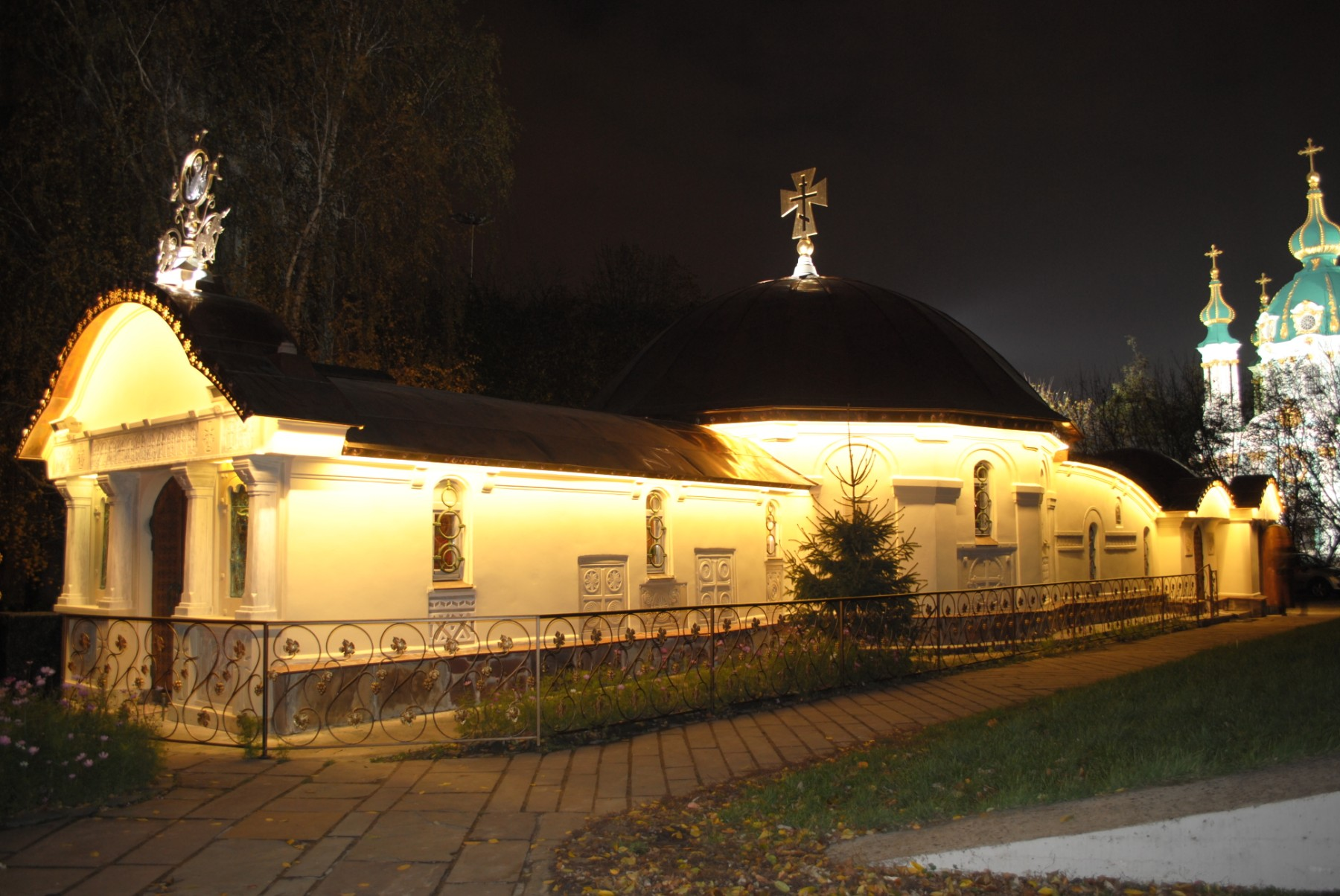
У темний час доби довкола МАФу вмикається підсвітка
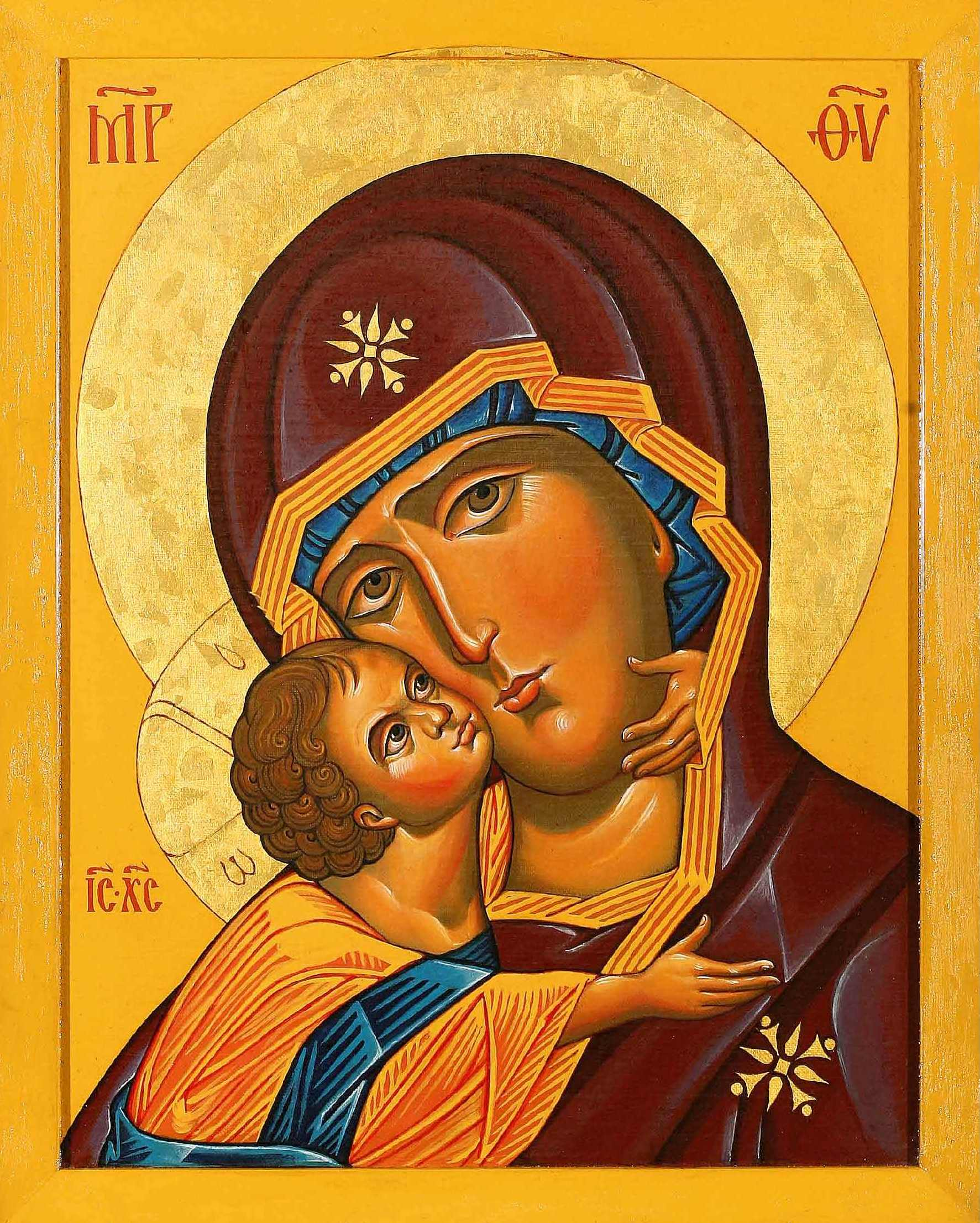
Десятинна ікона Богородиці
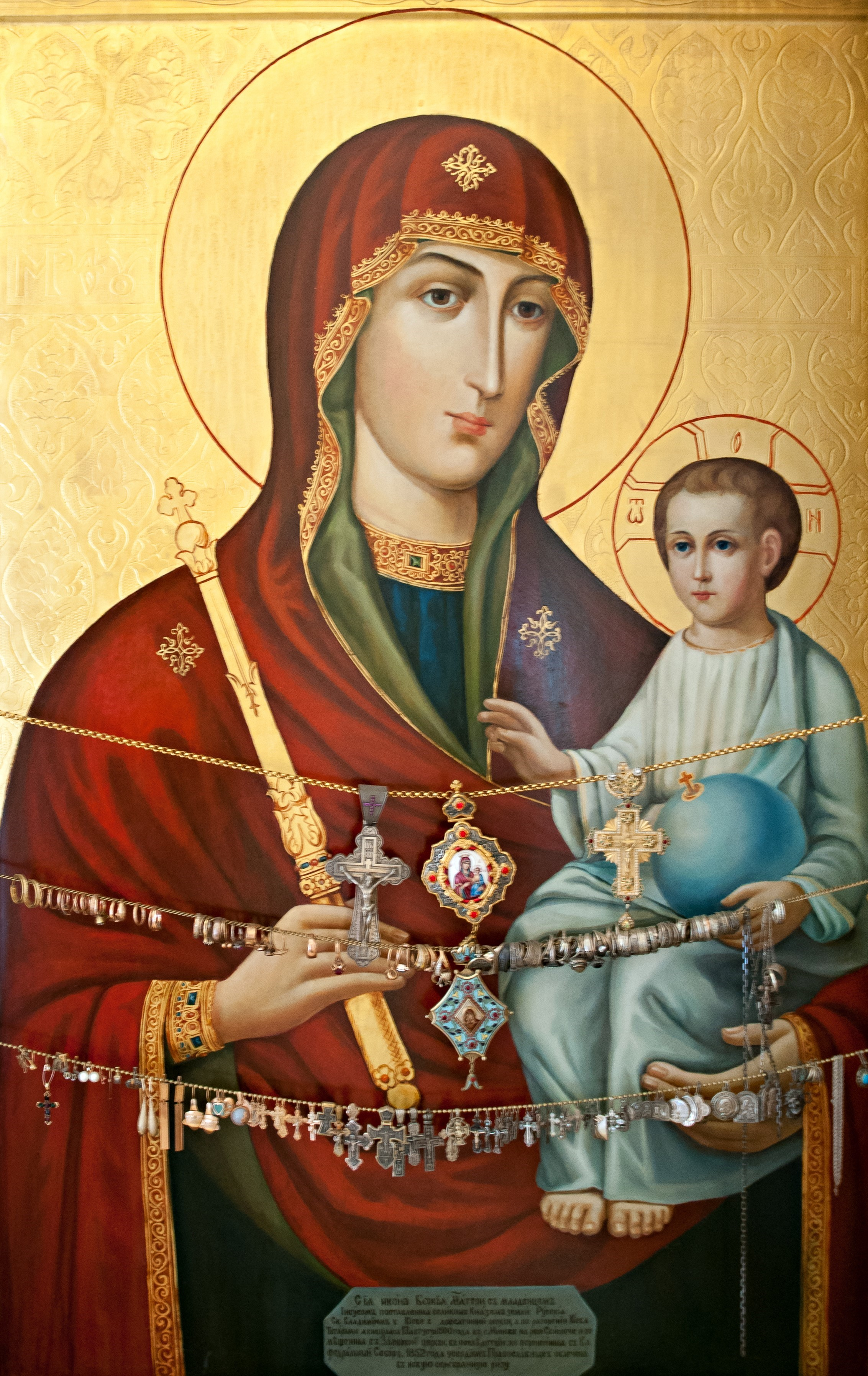
Список чудотворної ікони Божої матері «Княжеградская» («Мінська»)
Святий блаженний Іван Босий